# Teoria espiral do desenvolvimento musical
A Teoria Espiral do Desenvolvimento Musical foi proposta pelo pesquisador e educador musical de nacionalidade britânica Keith Swanwick. Com base nos estudos de Piaget, esta teoria trata do desenvolvimento musical de crianças e adolescentes. Para Swanwick, a aprendizagem musical é construída em etapas de desenvolvimento: o homem se desenvolve por etapas, como em uma espiral: Antes da pronúncia do vocabulário, sons; antes da vida adulta, uma vida infantil e pré-adulta. 

## O Modelo C(L)A(S)P
O Modelo C(L)A(S)P - Composição,Literatura, Apreciação, técnica (skill aquisition), Performance - de Swanwick, propõe uma aprendizagem musical baseada na vivência das suas três formas práticas - execução, apreciação e composição - complementadas pela experiência e desenvolvimento técnico e literário-musical. Esta vivência deverá abarcar a música existente e a criada pelos próprios alunos, ao contrário de estar centrada na aprendizagem de conceitos abstratos onde a música é utilizada para exemplificar a música do outro, e o que o professor está ensinando. Em outras palavras, o que se propõe é que o aluno esteja sempre se relacionando com música e não somente com o conhecimento sobre música. Que aprenda música, musicalmente.